# Energi Viborg Arena
Die Energi Viborg Arena ist ein Fußballstadion in der dänischen Stadt Viborg, Jütland.

## Geschichte
Die 1931 eingeweihte Spielstätte ist die sportliche Heimat des Viborg FF. Im Jahr 2001 wurde die alte Anlage abgerissen und für 62,1 Mio. DKK (ca. 8,3 Mio. €) bis 2007 neugebaut. Heute bietet das Stadion 9.566 Plätze. Sie verteilen sich auf vier überdachte Tribünen (West: 2.662, Nord: 2.072, Ost: 2.792, Süd: 2.040). Bei Konzerten sind es bis zu 17.000 Plätze. Die Namensrechte der einzelnen Zuschauerränge wurden an Firmen verkauft. Das Spielfeld besitzt eine Rasenheizung und die Flutlichtanlage leistet 1200 Lux. Im Jahr 2008 wurden zwei Großleinwände im Stadion installiert.
Das Stadion erfüllt die Anforderungen des dänischen Verbandes DBU für die höchste Spielklasse und die der UEFA für internationale Spiele. Die Sportstätte wurde einige Male von der dänischen Fußballnationalmannschaft der Frauen für Länderspiele genutzt. Die UEFA vergab im Dezember 2008 die U-21-Fußball-Europameisterschaft 2011 an Dänemark. Neben dem NRGi Park in Aarhus; der MCH-Arena in Herning und der Energi Nord Arena in Aalborg war das Viborg-Stadion einer von insgesamt vier Austragungsorten.
Im Oktober 2011 erhielt das Stadion den Sponsorennamen Energi Viborg Arena nach dem Energie- und Wasserversorgungsunternehmen Energi Viborg. Der Vertrag wurde zunächst bis 2014 abgeschlossen, dann bis 2017 verlängert.